# NGC 1818
NGC 1818 är en ung klotformig stjärnhop i stjärnbild Svärdfisken med ca 20 000 stjärnor belägen i Stora magellanska molnet ca 3,2 kpc från centrum. Hopen upptäcktes i 1826 av den skotske astronomen James Dunlop och har sedan dess studerats väl.

## Egenskaper
NGC 1818 har en uppskattad kärnradie på 2,67 parsek och en 90-procent ljusradie på 13,83 parsek, med en kombinerad massa på ca 13 500 solmassor. Åldersuppskattningar för hopen varierar från 25 till 40 miljoner år − de flesta klotformiga stjärnhopar i Vintergatan uppskattas vara flera miljarder år gamla. Med tanke på detta är de flesta stjärnor i hopen med en massa som är lika med solen eller mindre fortfarande i ett förstadium till huvudserien. Den genomsnittliga metalliciteten – det som astronomer kallar överskott av element med högre atomnummer än helium – är -0,4, eller ca 10−0,4 ≈ 40 procent av överskottet hos solen. 
Det verkar finnas två distinkta stjärnpopulationer i NGC 1818, dels de mer blå (varmare) stjärnorna som visar långsammare rotationshastigheter, dels de rödare (svalare) stjärnorna. Frekvensen av dubbelstjärnor i hopen ökar med avstånd från kärnan, vilket avviker från den normala trenden för klotformiga stjärnhopar. Detta kan förklaras av interaktioner med andra stjärnor i den tätare kärnan som stör dubbelstjärnor, innan massegregeringen av hopen har inletts. Hopen innehåller få om några alls blå eftersläntrare, som är resultatet av stjärnfusioner.